# Пам'ятки Житомира
В Житомирі на обліку перебувають 61 пам'ятка історії, з яких одна — національного значення та 14 пам'яток монументального мистецтва, з яких 1 — національного значення.

## Пам'ятки історії
| №п/п                   | Охоронний номер        | Найменування пам'ятки | Адреса                                                                     | Автор                                                                   | № рішення про взяття на державний облік                                                 | Фото |
| Національного значення | Національного значення | Національного значення | Національного значення                                                     | Національного значення                                                  | Національного значення                                                                  |      |
| ---------------------- | ---------------------- | --- | -------------------------------------------------------------------------- | ----------------------------------------------------------------------- | --------------------------------------------------------------------------------------- | ---- |
| 1.                     | 28-а1845(060002-н)     | Могила Бориса Тена (М. В. Хомичевський) -українського поета й перекладача.                                                                           | Вул. Селецька,Смолянське кладовище                                         | Ск. А. А. Матвієнко Арх. О. Р. Борис                                    | КМУ № 1761 від 27.12.2001 р.(№ 345 від 20.12.1990 р.)(постанова КМУ № 928 від 03.09.09) |      |
| Місцевого значення     |                        | |                                                                            |                                                                         |                                                                                         |      |
| 1.                     | 22                     | Братська могила жертв фашизму. | Богунія, праворуч шосе Київ-Чоп                                            | Ск. Табачник Й. С. Арх. Бірюк П. М.                                     | № 442 від 29.09.1969 р.                                                                 |      |
| 2.                     | 28                     | Будинок, де жив Борис Тен (М. В. Хомичевський), український поет й перекладач.                                                                       | Вул. Бориса Тена, 36                                                       | -                                                                       | № 390 від 08.10.1992 р.                                                                 |      |
| 3.                     | 2590                   | Пам'ятник на честь трудової і бойової слави працівників автотранспорту.                                                                              | просп. Незалежності, 55                                                    | -                                                                       | № 52 від 04.04.1985 р.                                                                  |      |
| 4.                     | 17/ 3064               | Будинок в якому на поч. 1918–1919 рр. працювала Жит. Рада робітничих, селянських і солдатських депутатів; будинок, в якому перебувала Мала Рада УНР. | Вул. В. Бердичівська, 32                                                   | Дошка Ск. В. КривошовХуд. В.Лазунов Арх. В.Мединський                   | № 442 від 29.09.1969 р., № 616 від 20.09.1999 р.                                        |      |
| 5.                     | 19                     | Пам'ятник викладачам та студентам педінституту, які загинули в роки ВВВ.                                                                             | Вул. В. Бердичівська, 40                                                   | -                                                                       | № 442 від 29.09.1969 р.                                                                 |      |
| 6.                     | 21                     | Будинок, в якому навчалась Зоя Гайдай — українська співачка.                                                                                         | Площа Рад, 4                                                               | -                                                                       | № 345 від 12.12.1990 р.                                                                 |      |
| 7.                     | 29                     | Будинок, де зупинявся Т. Г. Шевченко — великий український поет.                                                                                     | Вул. В. Бердичівська, 21                                                   | -                                                                       | № 345 від 12.12.1990 р.                                                                 |      |
| 8.                     | 1376                   | Пам'ятний знак на місці, де знаходився будинок, в якому 10.04.1943 р. відбулася обласна партійна конференція КПУ.                                    | Вул. В. Бердичівська, 11(Корольовський район)                              | -                                                                       | № 388 від 06.09.1976 р.                                                                 |      |
| 9.                     | 1857                   | Будинок колишньої чоловічої гімназії, в якій навчався В. Г. Короленко — російський письменник.                                                       | Вул. В. Бердичівська, 40                                                   | -                                                                       | № 559 від 26.09.1979 р.                                                                 |      |
| 10.                    | 1863                   | Будинок, в якому жив В. Г. Кравченко — український етнограф.                                                                                         | Вул. В. Бердичівська, 79/2                                                 | -                                                                       | № 72 від 26.09.1995 р.                                                                  |      |
| 11.                    | 2453                   | Пам'ятний знак на честь медичних працівників лікарні, які загинули в роки ВВВ.                                                                       | Вул. В. Бердичівська, 70                                                   | -                                                                       | № 22 від 21.01.1982 р.                                                                  |      |
| 12.                    | 1370                   | Будинок, в якому народився С. П. Корольов — конструктор космічних кораблів.                                                                          | Вул. Дмитрівська, 5                                                        | -                                                                       | № 338 від 26.09.1976 р.                                                                 |      |
| 13.                    | 1372                   | Будинок, в якому жив В. С. Косенко — український композитор.                                                                                         | Вул. Дмитрівська, 10                                                       | -                                                                       | № 338 від 26.09.1976 р.                                                                 |      |
| 14.                    | 15                     | Пам'ятний знак на будинку музичної фабрики на честь робітників фабрики, які загинули на фронтах ВВВ.                                                 | Вул. Жуйко, 3                                                              | -                                                                       | № 442 від 29.09.1969 р.                                                                 |      |
| 15.                    | 1374                   | Пам'ятний знак на місці бою П. В. Хмельова, Героя Радянського Союзу.                                                                                 | Вул. Жуйко, ліворуч за смугою міста                                        | -                                                                       | № 338 від 06.09.1976 р.                                                                 |      |
| 16.                    | 1858                   | Пам'ятник на честь трудових і ратних подвигів автодорожників.                                                                                        | Вул. Жуйко                                                                 | -                                                                       | № 559 від 26.12.1979 р.                                                                 |      |
| 17.                    | 18                     | Будинок, в якому проживав М. Коцюбинський — український письменник та була організаційно оформлена комсомольська організація м. Житомира.            | Вул. Київська, 16                                                          | -                                                                       | № 442 від 29.09.1969 р.                                                                 |      |
| 18.                    | 31                     | Могила Ю. К. Зарембського — польського композитора.                                                                                                  | Вул. Короленка, польське кладовище                                         | -                                                                       | № 345 від 20.12.1990 р.                                                                 |      |
| 19.                    | 1371                   | Будинок, в якому жив В. Г. Короленко — російський письменник.                                                                                        | Вул. Короленка, 3                                                          | -                                                                       | № 388 від 06.09.1976 р.                                                                 |      |
| 20.                    | 430                    | Група братських могил радянських воїнів (поховано11 чол.).                                                                                           | Район — Крошня, на кладовищі                                               | -                                                                       | № 442 від 29.09.1969 р.                                                                 |      |
| 21.                    | 7                      | Будинок, в якому в липні 1917 р. була організаційно оформлена Житомирська більшовицька організація.                                                  | Вул. Любарська, 3                                                          | -                                                                       | № 442 від 29.09.1969 р.                                                                 |      |
| 22.                    | 23                     | Будинок школи, в якій навчався М. І. Очерет — Герой Радянського Союзу.                                                                               | Вул. Б. Лятошинського, 14ЗОШ № 23                                          | -                                                                       | № 442 від 29.09.1969 р.                                                                 |      |
| 23.                    | 26                     | Будинок, в якому жив Г. О. Мачтет — російський письменник — демократ.                                                                                | Вул. Лермонтівська, 4                                                      | Д. Красняк                                                              | № 429 від 30.12.1986 р.                                                                 |      |
| 24.                    | 2543                   | Будинок, в якому працював Василь Земляк — український письменник.                                                                                    | Вул. Б. Лятошинського, 16                                                  | Н. Т. Марчук                                                            | № 468 від29.10.1983 р.                                                                  |      |
| 25.                    | 12                     | Будинок, в якому народився Ярослав Домбровський, генерал Паризької комуни.                                                                           | Вул. М. Бердичівська, 16                                                   | -                                                                       | № 429 від 30.12.1986 р.                                                                 |      |
| 26.                    | 27                     | Будинок, в якому жив О. І. Безименський — радянський поет.                                                                                           | Вул. М. Бердичівська, 9                                                    | -                                                                       | № 429 від 30.12.1986 р.                                                                 |      |
| 27.                    | 8                      | Будинок, в якому навчався М. А. Скорульський — український композитор.                                                                               | Вул. Михайлівська, 2                                                       | Дошка: Ск. В. Фещенко Арх. П. Бірюк                                     | № 345 від 20.12.1990 р.                                                                 |      |
| 28.                    | 1861                   | Місце, де стояв будинок, в якому народився М. І. Усанович — академік.                                                                                | Вул. Михайлівська, 5                                                       | -                                                                       | № 72 від 26.07.1995 р.                                                                  |      |
| 29.                    | 2542                   | Будинок, в якому працював І. А. Кочерга — український драматург.                                                                                     | Вул. Михайлівська, 8                                                       | Ск. В. О. Таранченко Арх. В. Ф. Присяжнюк                               | № 468 від29.10.1983 р.                                                                  |      |
| 30.                    | 3052                   | Пам'ятний знак на будинку, в якому жив Х. Н. Бялик — єврейський поет.                                                                                | Вул. Московська, 61                                                        | Ск. В. І. Фещенко                                                       | № 616 від 29.09.1999 р.                                                                 |      |
| 31.                    | 2663                   | Будинок, в якому виступав М. Островський — радянський письменник.                                                                                    | Вул. Московська, 69 (знято дошку)                                          | Ск. Д. М. Красняк Арх. М. Г. Марчук                                     | № 52 від 04.02.1985 р.                                                                  |      |
| 32.                    | 20                     | Будинок, в якому мешкав О. П. Довженко — український письменник і кінорежисер.                                                                       | Вул. Першого Травня, 51(знято дошку)                                       | -                                                                       | № 429 від 30.12.1986 р.                                                                 |      |
| 33.                    | 5                      | Пам'ятник викладачам та курсантам Житомирського радіотехнічного училища, які загинули в роки ВВВ.                                                    | Проспект Миру,На території Жит. військового інституту                      | Ск. В. І. Нечуйвітер                                                    | № 442 від 29.09.1969 р.                                                                 |      |
| 34.                    | 9                      | Військове кладовище № 1: 105 братських і 635 індивідуальних могил (поховано 966 чол.)                                                                | Вул. Перемоги, північна частина Вільського кладовища                       | -                                                                       | № 442 від 29.09.1969 р.                                                                 |      |
| 35.                    | 9-а                    | Могила Г. О. Манеги — Героя Радянського Союзу. | Вул. Перемоги, північна частина Вільського кладовища                       | -                                                                       | № 442 від 29.09.1969 р.                                                                 |      |
| 36.                    | 9-б                    | Могила Ф. Й. Печенюка — Героя Радянського Союзу. | Вул. Перемоги, північна частина Вільського кладовища                       | -                                                                       | № 442 від 29.09.1969 р.                                                                 |      |
| 37.                    | 9-в                    | Могила Г. П. Петухова — Героя Радянського Союзу. | Вул. Перемоги, північна частина Вільського кладовища                       | -                                                                       | № 442 від 29.09.1969 р.                                                                 |      |
| 38.                    | 9-г                    | Могила М. О. Оганесяна — Героя Радянського Союзу. | Вул. Перемоги, північна частина Вільського кладовища                       | -                                                                       | № 442 від 29.09.1969 р.                                                                 |      |
| 39.                    | 11                     | Пам'ятник на честь визволення м. Житомира від фашистських загарбників.                                                                               | Площа Перемоги, в центрі                                                   | Арх. Грінченко                                                          | № 442 від 29.09.1969 р.                                                                 |      |
| 40.                    | 30                     | Могила О. Г. Канцерова — художника. | Вул. Перемоги, Вільське кладовище                                          | -                                                                       | № 345 від 20.12.1990 р.                                                                 |      |
| 41.                    | 6                      | Будинок, в якому М. О. Щорсом була заснована школа червоних командирів.                                                                              | Вул. Пушкінська, 27                                                        | -                                                                       | № 442 від 29.09.1969 р.                                                                 |      |
| 42.                    | 1862                   | Будинок, в якому жив В. К. Ліпінський — український історик і публіцист.                                                                             | Вул. Пушкінська, 2                                                         | -                                                                       | № 72 від 26.07.1995 р.                                                                  |      |
| 43.                    | 10                     | Військове кладовище № 2: 24 братських і 224 індивідуальних могил (поховано 411 чол.).                                                                | Між проїздом Ю. Кондратюка та вул. Селецька                                | -                                                                       | № 442 від 29.09.1969 р.                                                                 |      |
| 44.                    | 2589                   | Братська могила радянських воїнів (поховано 14 чол.).                                                                                                | Вул. Северина Наливайка, 29(Богунський район)                              | Арх. Марчук                                                             | № 52 від 04.02.1985                                                                     |      |
| 45.                    | 24                     | Пам'ятник викладачам та студентам сільськогосподарського інституту, які загинули в роки ВВВ.                                                         | Старий Бульвар, 9 (7)                                                      | -                                                                       | № 442 від 29.09.1969 р.                                                                 |      |
| 46.                    | 3048                   | Пам'ятний знак працівникам органів внутрішніх справ, які загинули при виконанні службових обов'язків.                                                | Старий Бульвар,Біля будинку УМВСУ по Житомирській області                  | Ск. О. І. Ковпак Арх. С. О. Буланов                                     | № 616 від 29.09.1999 р.                                                                 |      |
| 47.                    | 3050                   | Пам'ятний знак Г. О. Готовчицю — першому міністру України у справах захисту населення від наслідків аварії на ЧАЕС.                                  | Старий Бульвар, 11                                                         | Ск. В. І. Фещенко                                                       | № 616 від 29.09.1999 р.                                                                 |      |
| 48.                    | 13                     | Місце поховання В. Н. Боженка — героя громадянської війни.                                                                                           | Старий Бульвар                                                             | -                                                                       | № 442 від 29.09.1969 р.                                                                 |      |
| 49.                    | 459                    | Братська могила радянських воїнів(поховано 24 чол.).                                                                                                 | Смоківка, нам кладовищі(Корольовський район)                               | -                                                                       | № 442 від 29.09.1969 р.                                                                 |      |
| 50.                    | 461                    | Братська могила радянських воїнів(поховано 22 чол.).                                                                                                 | Соколова гора, на розі вул. Максютова і Миру, біля клубу(Богунський район) | -                                                                       | № 442 від 29.09.1969 р.                                                                 |      |
| 51.                    | 1373                   | Будинок, в якому жив О. І. Купрін — російський письменник.                                                                                           | Вул. Хлібна, 17                                                            | Ск. В. І. Нечуйвітер                                                    | № 388 від 06.09.1976 р.                                                                 |      |
| 52.                    | 1377                   | Будинок, в якому розміщалась Волинська надзвичайна комісія.                                                                                          | Вул. Фещенка-Чопівського, 11                                               | -                                                                       | № 388 від 06.09.1976 р.                                                                 |      |
| 53.                    | 1375                   | Пам'ятник на честь Другої повітряної армії. | Вул. Чуднівська,Правий берег р. Кам'янки                                   | -                                                                       | № 388 від 06.09.1976 р.                                                                 |      |
| 54.                    | 1864                   | Будинок школи, в якому навчався О. С. Якубець — комсомолець-підпільник.                                                                              | Вул. Чуднівська, 48ЗОШ № 32                                                | -                                                                       | № 559 від 26.12. 1979 р.                                                                |      |
| 55.                    | 2452                   | Монумент Вічної Слави | Вул. Чуднівська, 53                                                        | Арх. А. Ф. Ігнащенко та О. І. ІвановСк.: І. Н. Коломієць та Г. Я. Хусід | № 22 від 21.01.1983 р.                                                                  |      |
| 56.                    | 3049                   | Пам'ятний знак загиблим учасникам ліквідації наслідків Чорнобильської катастрофи.                                                                    | Ріг вул. Покровської та Героїв Чорнобиля                                   | Арх. П. БірюкСк. Вітрик                                                 | № 616 від 29.09.1999 р.                                                                 |      |
| 57.                    | 1865                   | Могила радянського воїна В. М. Ларіна. | Вул. Покровська, 96                                                        | -                                                                       | № 559 від 26.12.1979 р.                                                                 |      |
| 58.                    | 1866                   | Пам'ятний знак на честь студентів і викладачів Житомирського сільгосптехнікуму, які загинули в роки ВВВ.                                             | Вул. Покровська, 96                                                        | Арх. П. М. Бірюк                                                        | № 559 від 26.12.1979 р.                                                                 |      |
| 59.                    | 1859                   | Пам'ятний знак на честь І. В. Туркенича. | Проспект Миру, тер. Військового інституту                                  | Ск. Д. Н. Красняк                                                       | № 559 від 20.12.1990 р.                                                                 |      |
| 60.                    | 16                     | Пам'ятний знак на честь військових з'єднань та частин, які відзначились при звільненні м. Житомира.                                                  | Вул. Михайлівська, 2                                                       | -                                                                       | № 442 від 29.09.1969 р.                                                                 |      |

## Пам'ятки монументального мистецтва
| №п/п                   | Охоронний номер        | Найменування пам'ятки                                                                              | Адреса                                                     | Автор                                      | № рішення про взяття на державний облік                                                  | Фото                   |
| Національного значення | Національного значення | Національного значення                                                                             | Національного значення                                     | Національного значення                     | Національного значення                                                                   | Національного значення |
| ---------------------- | ---------------------- | -------------------------------------------------------------------------------------------------- | ---------------------------------------------------------- | ------------------------------------------ | ---------------------------------------------------------------------------------------- | ---------------------- |
| 1.                     | 1378(060001-н)         | Пам'ятник О. С. Пушкіну — російському поету.                                                       | ріг вул. В. Бердичівська та Старий Бульвар                 | Ск. Олешкевич Г. М. Арх. Бетакі М. В.      | КМУ № 1761 від 27.12.2001 р.(№ 388 від 06.09.1976 р.) (постанова КМУ № 928 від 03.09.09) |                        |
| Місцевого значення     |                        | |                                                            |                                            |                                                                                          |                        |
| 1.                     | 1860                   | Пам'ятник О. Д. Бородію — керівнику Житомирського підпільного обкому КПУ, Герою Радянського Союзу. | Ріг вул. Івана Сльоти та Шевченка                          |                                            | № 345 від 20.12.1990 р.                                                                  |                        |
| 2.                     | 3053                   | Пам'ятник І. Я. Франку — українському письменнику.                                                 | Вул. В. Бердичівська, біля Педуніверситету                 | АрхітекторД. О. ЧерніченкоСк. О.Вітрик     | № 616 від 29.09.1999 р.                                                                  |                        |
| 3.                     | 2454                   | Пам'ятник Т. Г. Шевченку — українському поету.                                                     | Вул. В. Бердичівська                                       | Ск. Б. Карповський Арх. П. Бірюк           | № 22 від 21.01.1983 р.                                                                   |                        |
| 4.                     | 1385                   | Пам'ятник Ярославу Домбровському — генералу Паризької комуни.                                      | Ріг вул. Київської та Східної                              | Ск. О. Скобліков Арх. М. Іванчук           | № 388 від 06.09.1976 р.                                                                  |                        |
| 5.                     | 1382                   | Пам'ятник Г. І. Шелушкову — керівнику Житомирського підпілля                                       | Ріг вул. Київської та Князів Острозьких (Богунський район) | Ск. О. Скобліков Арх. М. Іванчук           | № 388 від 06.09.1976 р.                                                                  |                        |
| 6.                     | 1381                   | Пам'ятник С. П. Корольову — конструктору космічних ракет.                                          | Майдан Рад                                                 | Ск. О. П. Олейник Арх. О. Д. Корнєєв       | № 388 від 06.09.1976 р.                                                                  |                        |
| 7.                     | 1383                   | Пам'ятник В. Г. Короленку — російському письменнику.                                               | Майдан Короленка                                           | Ск. В. Вінайкін Арх. М. Іванчук            | № 388 від 06.09.1976 р.                                                                  |                        |
| 8.                     | 2544                   | Пам'ятник В. С. Косенку — українському композитору.                                                | Вул. Пушкінська, 28                                        | Ск. В. Фещенко Арх. М. Іванчук             | № 468 від 29.10.1983 р.                                                                  |                        |
| 9.                     | 34                     | Пам'ятник С. П. Корольову — конструктору космічних ракет.                                          | Вул. І. Франка, 2                                          | Ск. Ю. П. Іванов Арх. М. Я. Ксеневич       | № 345 від 20.12.1990 р.                                                                  |                        |
| 10.                    | 3051                   | Пам'ятник Борису Тену (М. В. Хомичевському) — українському поету й перекладачу .                   | Вул. Шевченка, 105Біля ЗОШ № 24                            | Ск. О. П. ВітрикАрхітекторА. П. Черніченко | № 616 від29.09.1999 р.                                                                   |                        |
|                        |                        | |                                                            |                                            |                                                                                          |                        |

## Джерело
- Пам'ятки Житомирської області